# Танасіс Валтінос
Танасіс Валтінос (грец. Θανάσης Βαλτινός; 16 грудня 1931 — 30 жовтня 2024) — новогрецький прозаїк, сценарист.

## Біографічні відомості
Танасіс Валтінос народився 16 грудня 1931 року в селі Кастрі муніципалітету Північна Кінурія, що в Аркадії. В роки окупації Греції родина Валтінос переїздила у Спарті, Гітіо (Лаконія), Триполі (Аркадія). 1950 року він переїхав до Афін, де вивчав кіномистецтво. Після 1974 року періодично жив виїздив за кордон (Англія, Західний Берлін, США), викладав в університетах та культурних фундаціях.
Перший свій роман почав писати в юному віці 1947 року, в добу громадянської війни в Греції. Дійсний член Європейської академії мистецтв і наук і Грецької спілки письменників, очолює останню. Його книги перекладені кількома європейськими мовами.
Танасісу Валтіносу також належить драматична обробка «Троянок» і «Медеї» Евріпіда та «Орестеї» Есхіла, які були поставлені на сцені театру в Епідаврі грецьким театрльним режисером Каролосом Куном. Сценарій до фільму «Подорож на Кітіру» («Ταξίδι στα Κύθηρα») режисера Теодороса Ангелопулоса Валтінос був удостоєний премії на Каннському кінофестивалі в 1984 році. 1990 року він отримав Державну премію в номінації Художня література за книгу «τοιχεία για την Δεκαετία του '60». 2001 року Валтінос отримав міжнародну премію імені Кавафіса, а 2002 року — нагороду Афінської Академії.

## Основні романи
- Συναξάρι του Αντρέα Κορδοπάτη; Βιβλίο πρώτο: Αμερική. Κέδρος, 1972[7]
- Η Κάθοδος των εννιά, Κέδρος, 1978
- Τρία Ελληνικά μονόπρακτα, Μυθιστόρημα, Κέδρος, 1978
- «Εθισμός στη νικοτίνη» [διήγημα, στο τομίδιο]. Τρία διηγήματα, Θανάσης Βαλτινός, Χριστόφορος Μηλιώνης, Δημήτρης Νόλλας, Στιγμή, 1984
- Μπλε βαθύ σχεδόν μαύρο, Στιγμή, 1985
- Στοιχεία για την δεκαετία του '60, Μυθιστόρημα, Στιγμή 1989
- Θα βρείτε τα οστά μου υπό βροχήν, Διηγήματα, Άγρα 1992.
- Φτερά Μπεκάτσας, Άγρα, 1993
- Ορθοκωστά, Μυθιστόρημα, Άγρα, 1994
- Συναξάρι Αντρέα Κορδοπάτη, Βιβλίο δεύτερο, Βαλκανικοί — '22, Ωκεανίδα, 2000